# Candas
Candas település Franciaországban, Somme megyében. Lakosainak száma 1046 fő (2022. január 1.). Candas Beauval, Bonneville, Fienvillers, Gézaincourt, Longuevillette, Fieffes-Montrelet, Naours és La Vicogne községekkel határos.

## Népesség
A település népességének változása:
| Lakosok száma | 1082 | 1090 | 1103 | 1100 | 1104 | 1105 | 1086 | 1066 | 1046 |
|               | 2013 | 2015 | 2016 | 2017 | 2018 | 2019 | 2020 | 2021 | 2022 |